# クルーガー (競走馬)
クルーガー（英:Kluger、2012年4月26日 - ）は、日本生産の競走馬、種牡馬。主な勝ち鞍は2016年のマイラーズカップ（GII）、2020年のダービー卿チャレンジトロフィー（GIII）。
GI勝ちはなかったが、2019年のクイーンエリザベスステークス（G1）で2018年世界ランキング総合1位のウィンクスに1馬身半迫る2着に入った。引退後、種牡馬としてトルコに輸出された。

## 競走馬時代

### デビューまで
母であるアディクティドは2006年、ドイツ生産のディクタット産駒で、競走馬として、2009年のケルン競馬場のシュヴァルツゴルトレネン（G3）を制するなど7戦2勝の成績を残し、繁殖牝馬となる。初年度はモンズーンが種付けられたのち、2010年のタタソールズディセンバーセールにて吉田勝己が落札し、日本のノーザンファームに繋養された。
日本で初めての種付けの交配相手にキングカメハメハが選ばれ、2012年4月26日、ノーザンファームで2番仔として当馬が誕生した。キャロットクラブにおいて10万円x400口の総額4000万円で出資者が募集され、賢い競走馬に育ってほしいと願いをこめてドイツ語で「賢者」を意味するクルーガーと命名され、栗東トレーニングセンターの高野友和厩舎に預けられた。

### 2014年（2歳）から2016年（4歳）まで
2014年11月1日、京都競馬場の新馬戦（ダート1800メートル）にピエールシャルル・ブドーを鞍上に、単勝オッズ2.2倍の1番人気に推されてデビューを果たす。道中は中団の外側から最後の直線に進入、2番人気アドマイヤスターと並んで先頭を争ったが、アドマイヤスターにクビ差退けられた2着となった。続いて同じ条件、距離の未勝利戦に再びブドーが騎乗し、2着のアポロケンタッキーに1馬身差をつけて初勝利、2戦目での勝ち上がりを果たした。500万円以下では芝の競走に転進。エリカ賞（芝2000メートル。500万円以下）でベルーフに0.1秒差の2着となり、格上挑戦で臨んだ初めての重賞、京成杯（GIII）でも勝利したベルーフと同タイムの3着と続けて好走した。しかしレース後、右前ひざに軽い骨折が判明、北海道のノーザンファーム空港牧場に戻り長期休養を余儀なくされた。
復帰は京成杯から約半年後の2015年8月、札幌競馬場の北辰特別（芝2000メートル、500万円以下）を断然1番人気の支持に応えて勝利、騎乗した池添謙一は「素質の高い馬」と評した。1000万円以下では3戦目で勝利し、続けて昇級初戦の初富士ステークスもトミー・ベリーを背に勝利。4歳の春、連勝でオープンクラス入りを達成した。
オープンクラスへの昇級初戦は、中日新聞杯（GIII）を選択。連勝中ということもあり、サトノノブレスに次ぐ単勝2番人気の支持を集めたが、6着敗退となった。続いて、初のマイル戦となるマイラーズカップ（GII）に、松山弘平を鞍上に単勝オッズ9.1倍の3番人気で出走。ゲートで遅れて後方から、最後の直線では馬場の内側から、先に抜け出したクラレントをめぐって外のダノンシャークと競り合いとなり、ダノンシャークをクビ差で退けて勝利、重賞初制覇を果たした。しかしレース後、3歳時に骨折した右前ひざを再び骨折し、前回と同じくノーザンファーム空港で治療、長期休養となった。

### 2017年（5歳）から2018年（6歳）まで
故障から1年後、2017年のマイラーズカップで戦線復帰するものの、その後さらに半年間出走しなかった。10月21日の富士ステークス（GIII）で再復帰し、単勝11番人気ながら3着となる。
以降、重賞を連戦するも、2018年1月の京都金杯（GIII）2着が最高で、未勝利戦以来のダート転向も試されたが勝利できなかった。

### 2019年（7歳）
約2年勝利から遠ざかっていた2019年2月、陣営はオーストラリアのG1ドンカスターマイルに予備登録を行い、翌3月に出走を決定した。高野によると「環境の変化に動じない馬ですし、色々な馬場にも対応できる馬」であることが参戦の理由となった、3月18日に成田国際空港から出国し、翌19日にカンタベリー競馬場に到着し検疫が行われた。4月6日、ランドウィック競馬場のドンカスターマイル（G1）に、トミー・ベリーを鞍上に出走、日本調教馬は1頭のみで、他19頭はすべてオーストラリア調教馬の20頭による競走となった。日本では馬券発売が行われ、単勝6番人気9.3倍の支持を受けた。中団で進み、第3コーナーで少し後退したが、残り300メートル付近で馬場の内側から追い上げ、先頭で駆け抜けたブルータルの2.7馬身離された4着となった。高野は、「内枠を生かしていいポジションが取れ、最後の直線で気力を振り絞ってくれた」と評価した。
連闘で、クイーンエリザベスステークス（G1）に参戦。1番ゲートからトミー・ベリーが続投となった。大外9番ゲートには、32連勝中で、GIを24連勝している、これが引退レースとなるウィンクスも出走した。ウィンクスが現地で1.06倍で断然の1番人気に推される中、5番人気での出走となった。ウィンクスが、中団から最後の直線で大外で抜け出す中、それに並走する形で馬場の内側から進出。後方、3番人気ハートネルに2馬身半差を広げ、25勝目のGI勝利となったウィンクスから1馬身半離された2着となった。ベリーは「先週（ドンカスターマイル）に比べて、馬が落ち着いていて、返し馬やゲートの中でも集中力があった」と回顧。さらにノーザンファーム代表の吉田勝己は、「価値のある2着」とした。
帰国し、夏は札幌記念（GII）で1回走った後、再びオーストラリアに渡った。ムーニーバレー競馬場のコックスプレート（G1）に同じ日本調教馬のリスグラシューとともに参戦。勝利したリスグラシューに大きく離された13着に敗退。続いてフレミントン競馬場のマッキノンステークス（G1）でも8着となり、日本に戻ることとなった。

### 2020年（8歳）
帰国後初戦は、シェーン・フォーリーを背に、東京新聞杯（GIII）に出走。プリモシーンに0.2秒及ばず5着となり、続いて、ダービー卿チャレンジトロフィー（GIII）に参戦。単勝4番人気で57キログラムの負担重量で、石橋脩を鞍上に出走。好位から最後の直線で抜け出し、後方に2馬身差をつけて勝利。マイラーズカップ以来の重賞2勝目を挙げた。石橋は「直線に向いて進路を確保してからの伸びは素晴らしかった。本当に背中がいい馬です」と評価した。
その後、安田記念（GI）に参戦するが、グランアレグリアに2.2秒離された14着に敗れた（詳細は第70回安田記念を参照）。
2020年12月10日、放牧先のノーザンファーム空港牧場で左前脚に屈腱炎を発症していることが判明し、現役を引退することになった。
2020年12月22日、トルコで種牡馬入りすることがトルコジョッキークラブのホームページで発表された。

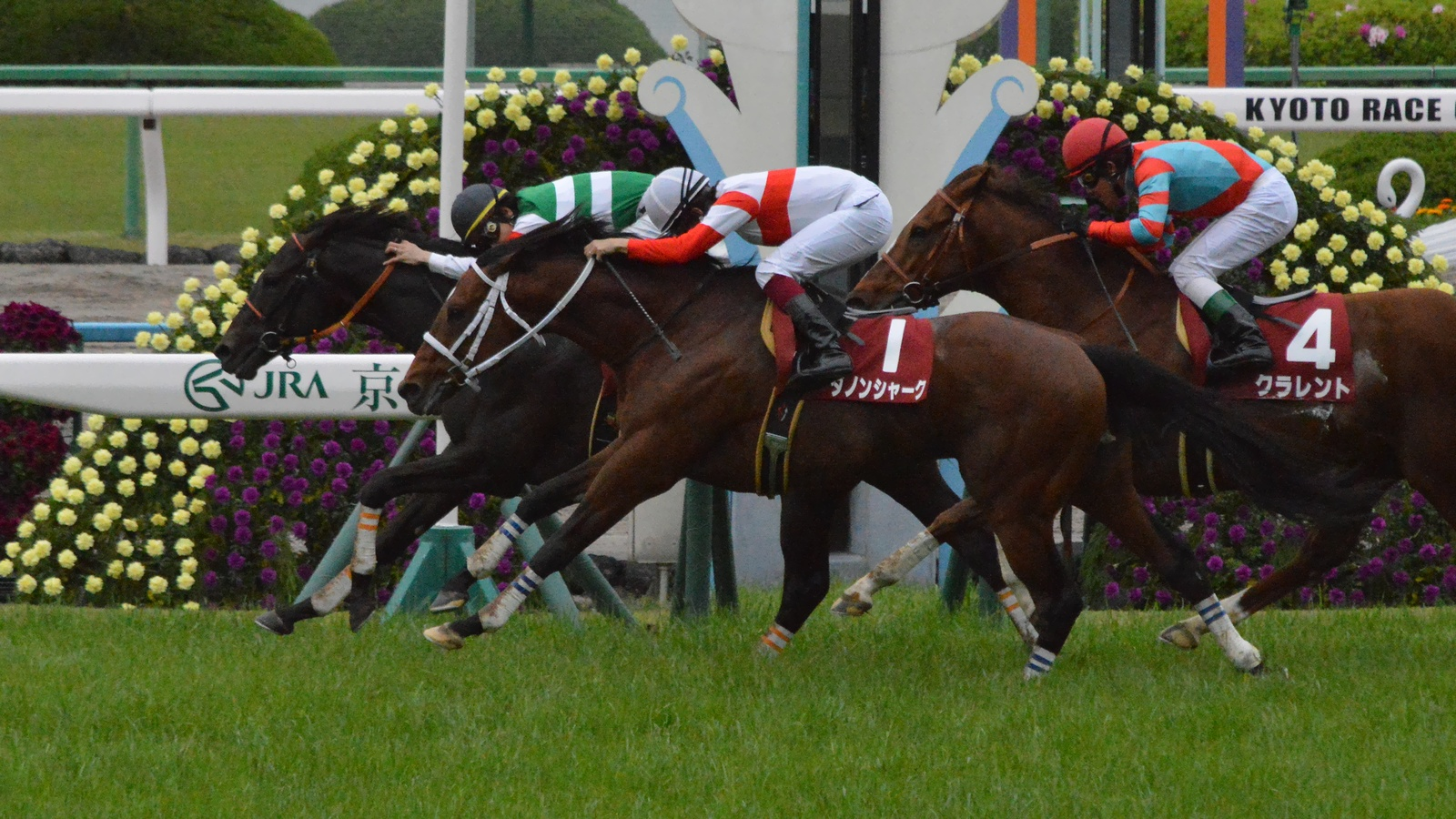
2016年マイラーズC
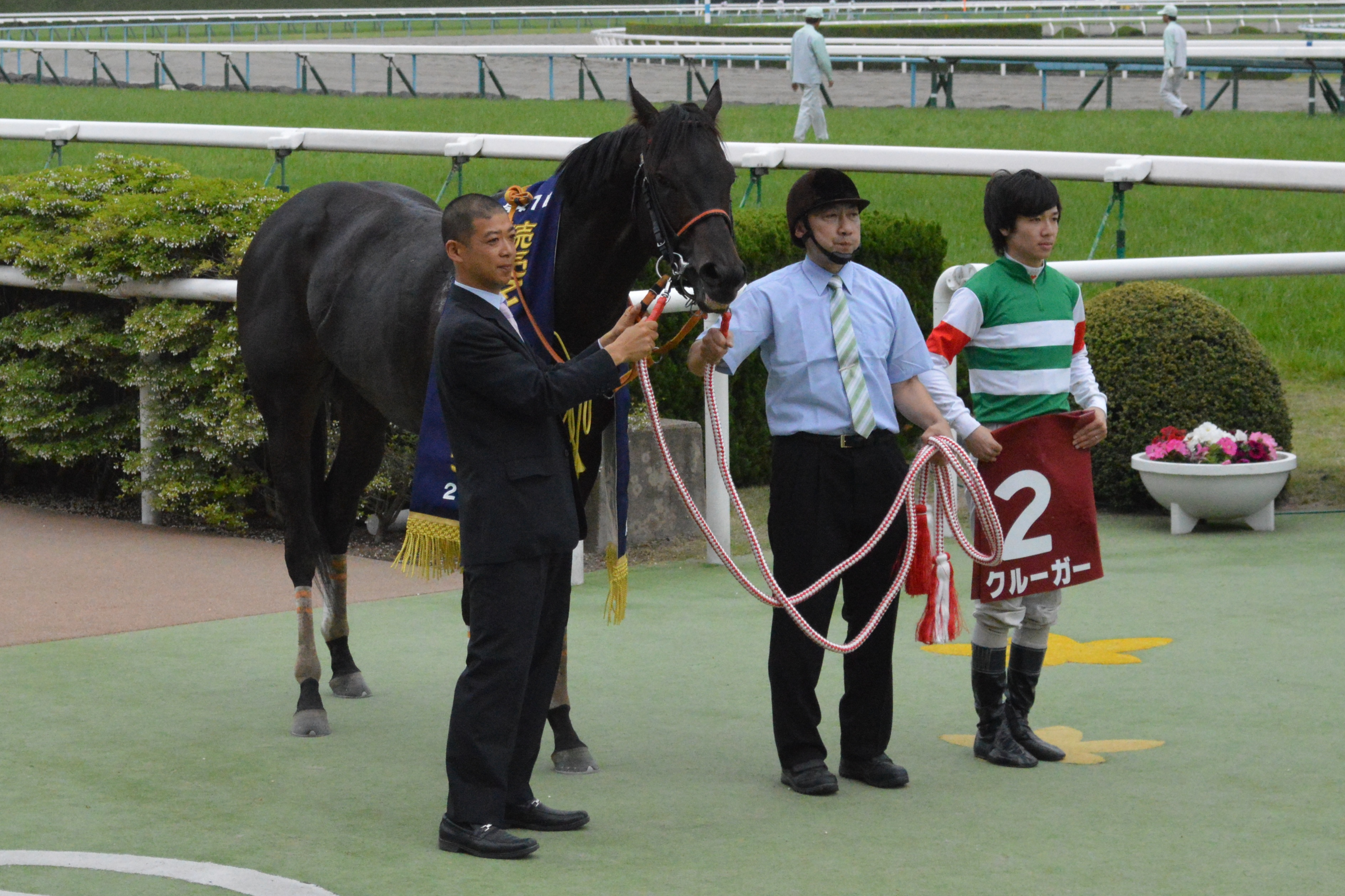
表彰式

## 競走成績
以下の内容は、netkeiba.com、JBISサーチの情報に基づく。
| 競走日     | 競馬場         | 競走名              | 格       | 距離（馬場）  | 頭 数 | 枠 番 | 馬 番 | オッズ （人気） | 着順 | タイム （上がり3F） | 着差 | 騎手         | 斤量 [kg] | 1着馬（2着馬）         | 馬体重 [kg] |
| ---------- | -------------- | ------------------- | -------- | ------------- | ----- | ----- | ----- | --------------- | ---- | ------------------- | ---- | ------------ | --------- | ---------------------- | ----------- |
| 2014.11.01 | 京都           | 2歳新馬             |          | ダ1800m（良） | 11    | 4     | 4     | 002.20（1人）   | 02着 | 01:56.9（39.1）     | -0.0 | P.ブドー     | 55        | アドマイヤスター       | 502         |
| 0000.11.22 | 京都           | 2歳未勝利           |          | ダ1800m（良） | 14    | 5     | 7     | 002.10（1人）   | 01着 | 01:54.8（38.1）     | -0.2 | P.ブドー     | 55        | （アポロケンタッキー） | 502         |
| 0000.12.27 | 阪神           | エリカ賞            | 500万下  | 芝2000m（良） | 12    | 4     | 4     | 018.10（6人）   | 02着 | 02:02.5（35.3）     | -0.1 | W.ビュイック | 55        | ベルーフ               | 498         |
| 2015.01.18 | 中山           | 京成杯              | GIII     | 芝2000m（良） | 17    | 3     | 5     | 009.40（6人）   | 03着 | 02:02.3（35.1）     | -0.0 | 内田博幸     | 56        | ベルーフ               | 492         |
| 0000.08.02 | 札幌           | 北辰特別            | 500万下  | 芝2000m（良） | 9     | 1     | 1     | 001.80（1人）   | 01着 | 02:00.7（35.4）     | -0.2 | 池添謙一     | 54        | （ローハイド）         | 528         |
| 0000.08.22 | 札幌           | 札幌日刊スポーツ杯  | 1000万下 | 芝2600m（良） | 14    | 7     | 12    | 003.10（1人）   | 04着 | 02:41.0（36.6）     | -0.8 | 池添謙一     | 54        | トゥインクル           | 528         |
| 0000.11.22 | 京都           | 嵯峨野特別          | 1000万下 | 芝2000m（良） | 9     | 8     | 8     | 003.10（2人）   | 03着 | 01:59.6（35.0）     | -0.1 | 池添謙一     | 55        | グッドスピリッツ       | 518         |
| 0000.12.19 | 阪神           | 3歳上1000万下       |          | 芝1800m（良） | 11    | 1     | 1     | 001.70（1人）   | 01着 | 01:46.8（34.8）     | -0.3 | 池添謙一     | 56        | （フェイマスエンド）   | 516         |
| 2016.01.17 | 中山           | 初富士S             | 1600万下 | 芝1800m（良） | 14    | 8     | 14    | 003.60（2人）   | 01着 | 01:47.8（34.1）     | -0.0 | T.ベリー     | 56        | （キャンベルジュニア） | 518         |
| 0000.03.12 | 中京           | 中日新聞杯          | GIII     | 芝2000m（良） | 18    | 8     | 18    | 005.70（2人）   | 06着 | 02:01.6（34.0）     | -0.3 | 福永祐一     | 55        | サトノノブレス         | 520         |
| 0000.04.24 | 京都           | マイラーズC         | GII      | 芝1600m（良） | 15    | 2     | 2     | 009.10（3人）   | 01着 | 01:32.6（34.0）     | -0.0 | 松山弘平     | 56        | （ダノンシャーク）     | 514         |
| 2017.04.23 | 京都           | マイラーズC         | GII      | 芝1600m（良） | 11    | 7     | 9     | 023.20（8人）   | 10着 | 01:33.1（33.9）     | -0.9 | 松山弘平     | 57        | イスラボニータ         | 528         |
| 0000.10.21 | 東京           | 富士S               | GIII     | 芝1600m（不） | 15    | 7     | 13    | 035.7（11人）   | 03着 | 01:35.2（34.6）     | -0.4 | 内田博幸     | 57        | エアスピネル           | 530         |
| 0000.11.19 | 京都           | マイルCS            | GI       | 芝1600m（稍） | 18    | 5     | 10    | 016.70（8人）   | 07着 | 01:34.1（34.4）     | -0.3 | A.シュタルケ | 57        | ペルシアンナイト       | 538         |
| 2018.01.06 | 京都           | 京都金杯            | GIII     | 芝1600m（良） | 13    | 8     | 13    | 005.70（3人）   | 02着 | 01:34.4（34.5）     | -0.1 | 浜中俊       | 57.5      | ブラックムーン         | 538         |
| 0000.02.04 | 東京           | 東京新聞杯          | GIII     | 芝1600m（良） | 16    | 4     | 7     | 006.80（4人）   | 08着 | 01:34.5（34.0）     | -0.4 | 浜中俊       | 56        | リスグラシュー         | 526         |
| 0000.10.20 | 東京           | 富士S               | GIII     | 芝1600m（良） | 18    | 6     | 12    | 084.6（14人）   | 09着 | 01:32.4（34.3）     | -0.7 | 石川裕紀人   | 57        | ロジクライ             | 532         |
| 0000.11.10 | 東京           | 武蔵野S             | GIII     | ダ1600m（稍） | 16    | 6     | 12    | 022.80（6人）   | 08着 | 01:35.7（36.5）     | -1.0 | 石川裕紀人   | 57        | サンライズノヴァ       | 532         |
| 2019.01.06 | 中山           | ポルックスS         | OP       | ダ1800m（良） | 13    | 6     | 8     | 008.60（3人）   | 04着 | 01:54.0（37.5）     | -0.7 | O.マーフィー | 57        | テーオーエナジー       | 532         |
| 0000.04.06 | ランドウィック | ドンカスターM       | G1       | 芝1600m（重） | 20    |       | 8     | 009.30（6人）   | 04着 |                     |      | T.ベリー     | 53        | Brutal                 | 計不        |
| 0000.04.13 | ランドウィック | クイーンエリザベスS | G1       | 芝2000m（稍） | 9     |       | 5     | 051.00（5人）   | 02着 |                     |      | T.ベリー     | 59        | Winx                   | 計不        |
| 0000.08.18 | 札幌           | 札幌記念            | GII      | 芝2000m（良） | 14    | 2     | 2     | 044.50（9人）   | 08着 | 02:01.0（35.5）     | -0.9 | 丸山元気     | 57        | ブラストワンピース     | 538         |
| 0000.10.26 | ムーニーバレー | コックスプレート    | G1       | 芝2040m（稍） | 18    |       | 3     | 029.70（7人）   | 13着 |                     |      | T.ベリー     | 59        | リスグラシュー         | 計不        |
| 0000.11.09 | フレミントン   | マッキノンS         | G1       | 芝2000m（稍） | 16    |       | 6     | 018.00（7人）   | 08着 |                     |      | K.マカヴォイ | 59        | Magic wand             | 計不        |
| 2020.02.09 | 東京           | 東京新聞杯          | GIII     | 芝1600m（良） | 16    | 2     | 4     | 084.1（12人）   | 05着 | 01:33.2（34.3）     | -0.2 | S.フォーリー | 57        | プリモシーン           | 528         |
| 0000.04.04 | 中山           | ダービー卿CT        | GIII     | 芝1600m（良） | 16    | 2     | 4     | 010.20（4人）   | 01着 | 01:32.8（35.2）     | -0.3 | 石橋脩       | 57        | （ボンセルヴィーソ）   | 530         |
| 0000.06.07 | 東京           | 安田記念            | GI       | 芝1600m（稍） | 14    | 3     | 4     | 209.3（13人）   | 14着 | 01:33.8（35.4）     | -2.2 | 石橋脩       | 58        | グランアレグリア       | 532         |

## 種牡馬時代
2021年2月1日に同時にトルコジョッキークラブによって購買されたヴィクトワールピサと一緒にイスタンブール空港に到着。
2021年シーズンはブルサ県のカラジャベイスタッドで供用され、種付け料は7,500トルコリラ（約10万円。以下レートは種付け料発表時点のもの）。66頭と交配、2022年に初年度産駒51頭が血統登録された。供用場所は毎年移動しており、2025年シーズンはコジャエリ県のイズミト種馬場で供用される。
2024年にトルコで産駒がデビューし、同年の2歳リーディングで15位。2025年3月6日、Kleinが産駒によるトルコ重賞初制覇を挙げた。

### 主な産駒
- 2022年産
  - Klein（ウィリアム・ジロー賞、フェヴズィ・ルトフィ・カラオスマンオール賞）[47]

## 血統表
| クルーガーの血統                      | クルーガーの血統                       | クルーガーの血統         | （血統表の出典）         | （血統表の出典）  |
| 父系                                  | ミスタープロスペクター系               | ミスタープロスペクター系 | ミスタープロスペクター系 | [ § 2 ]           |
| 父 キングカメハメハ 2001 鹿毛         | 父の父Kingmanbo 1990 鹿毛              | Mr. Prospector           | Raise a Native           | Raise a Native    |
| 父 キングカメハメハ 2001 鹿毛         | 父の父Kingmanbo 1990 鹿毛              | Mr. Prospector           | Gold Digger              |                   |
| 父 キングカメハメハ 2001 鹿毛         | 父の父Kingmanbo 1990 鹿毛              | Miesque                  | Nureyev                  | Nureyev           |
| 父 キングカメハメハ 2001 鹿毛         | 父の父Kingmanbo 1990 鹿毛              | Miesque                  | Pasadoble                |                   |
| 父 キングカメハメハ 2001 鹿毛         | 父の母*マンファス 1991 黒鹿毛          | *ラストタイクーン        | *トライマイベスト        | *トライマイベスト |
| 父 キングカメハメハ 2001 鹿毛         | 父の母*マンファス 1991 黒鹿毛          | *ラストタイクーン        | Mill Princess            |                   |
| 父 キングカメハメハ 2001 鹿毛         | 父の母*マンファス 1991 黒鹿毛          | Pilot Bird               | Blakeney                 | Blakeney          |
| 父 キングカメハメハ 2001 鹿毛         | 父の母*マンファス 1991 黒鹿毛          | Pilot Bird               | The Dancer               |                   |
| 母 *アディクティド Addicted 2006 芦毛 | 母の父*ディクタット Diktat 1995 黒鹿毛 | *ウォーニング            | Known Fact               | Known Fact        |
| 母 *アディクティド Addicted 2006 芦毛 | 母の父*ディクタット Diktat 1995 黒鹿毛 | *ウォーニング            | Slightly Dangerous       |                   |
| 母 *アディクティド Addicted 2006 芦毛 | 母の父*ディクタット Diktat 1995 黒鹿毛 | *アルヴォラ              | Sadler's Wells           | Sadler's Wells    |
| 母 *アディクティド Addicted 2006 芦毛 | 母の父*ディクタット Diktat 1995 黒鹿毛 | *アルヴォラ              | Park Appeal              |                   |
| 母 *アディクティド Addicted 2006 芦毛 | 母の母Astica 1989 芦毛                 | Surumu                   | Literat                  | Literat           |
| 母 *アディクティド Addicted 2006 芦毛 | 母の母Astica 1989 芦毛                 | Surumu                   | Surama                   |                   |
| 母 *アディクティド Addicted 2006 芦毛 | 母の母Astica 1989 芦毛                 | Auenliebe                | Pentathlon               | Pentathlon        |
| 母 *アディクティド Addicted 2006 芦毛 | 母の母Astica 1989 芦毛                 | Auenliebe                | Allergie                 |                   |
| 母系(F-No.)                           | (FN:2-n)                               | (FN:2-n)                 | (FN:2-n)                 | [ § 3 ]           |
| 5代内の近親交配                       | Northern Dancer 5･5×5                  | Northern Dancer 5･5×5    | Northern Dancer 5･5×5    | [ § 4 ]           |
| 出典                                  | 1. 2. 3. 4.                            | 1. 2. 3. 4.              | 1. 2. 3. 4.              | 1. 2. 3. 4.       |

全弟に2023年の新潟ジャンプステークスに優勝したサクセッションがいる。